# Canon EOS 20D
Canon EOS 20D — цифровой зеркальный фотоаппарат серии EOS компании Canon. Представлен 19 августа 2004 года как замена модели Canon EOS 10D. Фотоаппарат имеет сенсор с кроп-фактором 1,6 (формат APS-C) и позволяет использовать предназначенные для сенсоров такого размера объективы EF-S.
Дальнейшим развитием этой линейки фотоаппаратов стал представленный 21 февраля 2006 года Canon EOS 30D.

## Новшества
Canon EOS 20D получил новый КМОП-сенсор, разработанный компанией «Кэнон». Разрешение 8,2 млн пикселов стало рекордным для сенсоров формата APS-C. Все появившиеся ранее модели конкурентов: Nikon D100 (февраль 2002), Pentax *ist D, Nikon D70, а также выпущенные позднее в 2004—2005 годах модели Konica Minolta Dynax 7D, Nikon D50, Nikon D70s и другие были оснащены 6-мегапиксельным ПЗС-сенсором Sony.
Лишь в ноябре 2005 года был представлен первый фотоаппарат, который получил новый ПЗС-сенсор Sony с разрешением 10 млн пикселов, — Nikon D200. В модельном ряду «Кэнона» первый фотоаппарат, оснащённый сенсором APS-C с разрешением более 8 млн пикселов, появился и вовсе только в 2007 году — им стал Canon EOS 40D (10 млн пикселов).
Canon EOS 20D стал первым зеркальным фотоаппаратом, в меню которого появилась поддержка русского языка. Это произошло 7 декабря 2004 года с выходом прошивки версии 1.1.0.

## Совместимость
Камера совместима со всеми объективами Canon EF и EF-S и вспышками Canon Speedlite серии EX (поддерживающими замер экспозиции E-TTL II). Имеется возможность использовать беспроводной передатчик файлов Canon WFT-E1/E1A.
Ограничение на объём карты памяти CompactFlash — 8 Гб. Ограничение обходится, если поставить карточку отформатированную на старшей модели Canon. Работают карты объёмом до 32 Гб.

## Canon EOS 20Da
14 февраля 2005 года в Японии, а 1 июня — для остальных стран была представлена модель Canon EOS 20Da, предназначенная для астрофотографии. Эта модель оснащена специальным фильтром низких частот (англ. low-pass filter), который лучше пропускает излучение в красной части видимого спектра. В частности, заявлено увеличение в 2,5 раза интенсивности излучения длиной волны 656 нм (линия Hα серии Бальмера спектра излучения водорода), попадающего на сенсор.
При этом новый фильтр не обеспечил возможности съёмки в инфракрасном диапазоне; для этого по-прежнему требуется удаление фильтра.
Второе отличие 20Da от базовой модели — возможность наведения на резкость по жидкокристаллическому экрану. В этом режиме зеркало поднимается и фиксируется, затвор открывается, и изображение с центральной области сенсора показывается на экране в режиме реального времени. Возможно увеличение в 5 или в 10 раз для более точного наведения. Фокусировка при этом производится в ручном режиме; как следствие, ряд объективов, в которых электронная фокусировка производится даже в ручном режиме, не совместимы с этой функцией.
| Объективы, не поддерживающие фокусировку по экрану в Canon EOS 20Da |
| --- |
| 28-80mm F2.8-4L USM · 50mm F1.0L USM · 85mm F1.2L USM · 200mm F1.8L USM · 300mm F2.8L USM · 400mm F2.8L USM · 400mm F2.8L II USM · 500mm F4.5L USM · 600mm F4L USM · 1200mm F5.6L USM |

Canon EOS 20Da стал первым в мире цифровым зеркальным фотоаппаратом с функцией LiveView — возможностью визирования изображения на ЖК-дисплее в реальном времени.
В Японии 20Da можно было приобрести по цене 250 000 иен (около 2400 долл. США). Рекомендованная розничная цена для 20Da составила 1830 фунтов стерлингов, в онлайн-магазинах США модель продавалась за 2200 долларов.
В апреле 2006 года приём заказов на Canon EOS 20Da был прекращён в связи с появлением 30D и прекращением производства 20D, на которой основан 20Da.
Следующей специализированной для астрофотографии моделью, стала выпущенная 3 апреля 2012 Canon EOS 60Da.

## Микропрограмма
Последняя версия встроенного программного обеспечения (firmware) — 2.0.3. Микропрограмма одинакова для 20D и 20Da.